# Рона Мартін
Рона Мартін  (англ. Rhona Martin, 12 жовтня 1966) — британська керлінгістка, олімпійська чемпіонка.

## Виступи на Олімпіадах
| Олімпіада           | Дисципліна | Місце |
| ------------------- | ---------- | ----- |
| Солт-Лейк-Сіті 2002 | керлінг    | 1     |
| Турин 2006          | керлінг    | =5    |